# مانويل سالز
مانويل سالز (بالألمانية: Manuel Salz)‏ (مواليد 6 أغسطس 1985 في بوبلينغن - ألمانيا الغربية) لاعب كرة قدم ألماني يلعب حاليا لصالح نادي الدرجة الأولى فرايبورغ الألماني منذ 2009 في مركز حارس مرمى .

## روابط خارجية
- مانويل سالز على موقع قاعدة بيانات كرة القدم.إي يو (الإنجليزية)
- مانويل سالز على موقع بيانات كرة القدم. دي إي (الألمانية)
- مانويل سالز على موقع عالم كرة القدم.نت (الإنجليزية)
- مانويل سالز على موقع كووورة